# Ropica caenosa
Ropica caenosa är en skalbaggsart som först beskrevs av Masaki Matsushita 1933.  Ropica caenosa ingår i släktet Ropica och familjen långhorningar. Inga underarter finns listade i Catalogue of Life.